# Nolana inflata
Nolana inflata är en potatisväxtart som beskrevs av Hipólito Ruiz López och Pav. Nolana inflata ingår i släktet cymbalblommor, och familjen potatisväxter. Inga underarter finns listade i Catalogue of Life.